# Jazzpunk
Jazzpunk est un jeu vidéo d'aventure développé par Necrophone Games et édité par Adult Swim Games, sorti en 2014 sur Windows, Mac, Linux et PlayStation 4.

## Développement
Interviewé par Kotaku, les développeurs Luis Hernandez et Jess Brouse ont déclaré que le jeu était à l'origine destiné à être un jeu sérieux avec des moments comiques, mais l'équipe a tellement aimé ces aspects qu'ils ont transformé l'ensemble du jeu en une comédie[réf. à confirmer]. Le jeu a été créé à l'origine en tant que prototype en 2007, fonctionnant sur un moteur autonome, Le projet a ensuite été transféré vers Torque3D avant d'être de passer vers le moteur de jeu Unity, sur lequel le jeu final a été créé. La plupart des voix sont interprétées par Hernandez ; les voix supplémentaires sont interpétées par Zoë Quinn, Olivia Catroppa, James Stephanie Sterling et Chris Huth.
Parallèlement au Director's Cut sur PC en 2017, un DLC est également sorti, intitulé Flavour Nexus, qui inclut un « chapitre perdu ».
Un certain temps après la sortie de Flavour Nexus,[Quand ?] Adult Swim Games a rendu les droits d'édition de Jazzpunk à Necrophone Games[réf. nécessaire].

### Influences
Selon des entretiens avec le personnel de Necrophone Games, Jazzpunk est une combinaison de la littérature, des films et de la musique préférés des créateurs, ainsi que des genres espionnage, cyberpunk et film noir,. Le jeu fait de nombreuses références à des films plus anciens, notamment Blade Runner, Alien et Evil Dead II. Début 2014, les auteurs ont été interviewé par Rock, Paper, Shotgun, et ont indiqué que leur idée d'un jeu de comédie de courte durée était en partie influencée par le succès du jeu Portal. Durant cette interview, le staff a également mentionné qu'une grande partie de l'écriture du jeu était influencée par la littérature cyberpunk des années 1980. Le style artistique unique et cartoonesque du jeu a été influencé par le travail de Saul Bass, Josef Albers et Gerd Arntz, alors que le jeu de simulation et la musique ont été composés à l'aide de méthodes de production audio courantes dans les années 1950 et 1960,. Les éléments graphiques du jeu sont également assez similaires à ceux du jeu Thirty Flights of Loving, dont le développeur Brendon Chung est remercié dans le générique de fin.

## Accueil
- Canard PC : 8/10[6]
- GameSpot : 7/10[7]
- Jeuxvideo.com : 15/20[8]